# 優德站

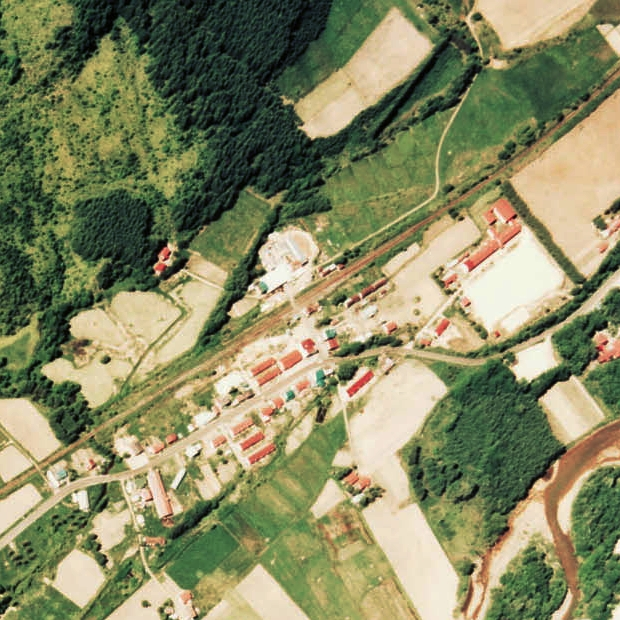
1976年的優德站與方圓約500米範圍。左下方是伊達紋別方向。

優德站（日语：／ Yūtoku eki */?）是位於北海道有珠郡大瀧村字優德（現時：伊達市大瀧區優德町），日本國有鐵道的膽振線車站（廢站）。隨著膽振線廢除，車站在1986年（昭和61年）11月1日廢除。

## 歷史
- 1940年（昭和15年）12月15日 - 膽振縱貫鐵道伊達紋別站至德舜瞥站（後來為新大瀧站）之間開通，此站啟用。當時為一般車站[1]。
- 1944年（昭和19年）7月1日 - 膽振縱貫鐵道在戰時被收購，鐵路線國有化。路線名改為膽振線[1]。
- 1971年（昭和46年）10月1日 - 結束處理行李和貨物[1][3]。成為無人車站[4]（簡易委託化）。
- 1986年（昭和61年）11月1日 - 膽振線全線廢除，此站也廢除[2]。

## 車站構造
截至車站廢除前，此站是地面車站，設有1面1線的單式月台。月台位於路軌東南邊（俱知安方向的列車會開啟右邊車門）。曾經此站設有2面2線的相對式月台，當時可進行列車交會。後來，車站大樓對面的路軌在廢除交會設備後，靠近伊達紋別一方的轉轍器和部分路軌被撤走，變成了側線。但是截至1983年（昭和58年），月台已經率先撤走。
此站是無人車站（簡易委託）。在有人車站時代還有車站大樓。車站大樓位於東南方，與月台有一段距離。

## 站名的由來
車站名稱取自所在地名。

## 使用狀況
- 在1981年度（昭和56年度），1日上下車人次為24人[5]。

## 車站周邊
- 北海道道723號洞爺湖大瀧線（日语：北海道道723号洞爺湖大滝線）[6] - 現時：國道453號（日语：国道453号）（有珠國道）。
- 優德簡易郵局
- 伊達市立大瀧小學
- 北海道地區國立大學大瀧研討室
- 長流川[6]

## 現況
車站遺址變成大型空地。
在1993年，新大瀧站遺址靠近伊達紋別一方約0.7公里處設有一條長約5.5公里的單車徑，單車徑使用舊路軌遺址上興建，單車徑名為「平成故鄉之道」。截至2010年（平成22年）也是同樣。

## 相鄰車站
日本國有鐵道
膽振線
北湯澤－優德－新大瀧

## 注腳
1. 1 2 3 4 5  石野哲（編）. . JTB. 1998: 858. ISBN 978-4-533-02980-6 （日语）.
2. 1 2  . 官報. 1986-10-14 （日语）.
3. ↑  . 官報. 1971-09-30 （日语）.
4. ↑  . 鐵道公報 (日本國有鐵道總裁室文書課). 1971-09-30: 11 （日语）.
5. 1 2 3 4 5 6  書籍《国鉄全線各駅停車1 北海道690駅》（小學館，1983年7月發行）92頁。
6. 1 2  書籍《北海道道路地図 改訂版》（地勢堂，1980年3月發行）
7. ↑  . 交通新聞 (交通新聞社). 1996-10-19: 2 （日语）.
8. ↑  書籍《鉄道廃線跡を歩くVIII》（JTB出版，2001年8月發行）71頁。
9. ↑  書籍《新 鉄道廃線跡を歩く1 北海道・北東北編》（JTB出版，2010年4月發行）155頁。